# Les Pechs du Vers
Les Pechs du Vers – gmina we Francji, w regionie Oksytania, w departamencie Lot. W 2013 roku liczba ludności na terenie obecnej gminy wynosiła 286 mieszkańców. 
Gmina została utworzona 1 stycznia 2016 roku z połączenia dwóch wcześniejszych gmin: Saint-Cernin oraz Saint-Martin-de-Vers. Siedzibą gminy została miejscowość Saint-Cernin.